# Peter Frederik Suhm

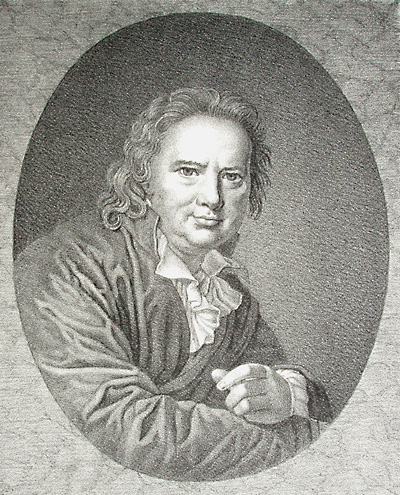
Peter Frederik Suhm

Peter Frederik Suhm (Copenhague 18 de octubre de 1728  – Øverød 7 de septiembre de 1798) fue un historiador danés.
Tomó parte en la conjuración que derrocó del poder al ministro Struensee en 1772; se mostró favorable a las reformas y protegió las letras. Poseedor de una biblioteca de 100.000 volúmenes, ponía esta inmensa colección a la disposición del público y a su muerte la regaló al Estado.

## Obras
Se le deben importantes obras, entre ellas:
- Historia de los pueblos procedentes del Norte y Mitología y culto del Norte pagano
- Historia crítica de Dinamarca durante los siglos paganos
- Wikimedia Commons alberga una categoría multimedia sobre Peter Frederik Suhm.

- Datos: Q977261
- Multimedia: Peter Frederik Suhm / Q977261

- El contenido de este artículo incorpora material del tomo 58 de la Enciclopedia Universal Ilustrada Europeo-Americana (Espasa), cuya publicación fue anterior a 1945, por lo que se encuentra en el dominio público.